# Labidiaster annulatus
Labidiaster annulatus es una especie de equinodermo asteroideo de la familia Heliasteridae. Es una estrella de mar que habita las aguas frías del océano Antártico. 